# Toplica (district)
Pour les articles homonymes, voir Toplica.
Le district de Toplica (en serbe cyrillique : Топлички округ ; en serbe latin : Toplički okrug) est une subdivision administrative de la république de Serbie. Au recensement de 2011, il comptait 90 600 habitants. Le centre administratif du district de Toplica est la ville de Prokuplje.
Le district est situé au sud de la Serbie ; il doit son nom à la rivière Toplica qui le traverse.

## Municipalités du district de Toplica
| Nom        | Superficie (en km²) | Population 2002 | Population 2011 | Statut       |
| ---------- | ------------------- | --------------- | --------------- | ------------ |
| Blace      | 306                 | 13 759          | 11 686          | Municipalité |
| Žitorađa   | 214                 | 18 207          | 16 272          | Municipalité |
| Kuršumlija | 952                 | 21 608          | 19 011          | Municipalité |
| Prokuplje  | 759                 | 48 501          | 43 631          | Municipalité |
| Total      | 2 231               | 102 075         | 90 600          |              |